# Ruth F. Curtain
Ruth F. Curtain (16 juli 1941 - 19 maart 2018) was een Australische wiskundige die jarenlang in Nederland werkte als lector, vanaf 1980 als gewoon hoogleraar wiskunde aan de Rijksuniversiteit Groningen. Samen met Ietje Paalman-de Miranda was ze de eerste vrouwelijke hoogleraar wiskunde in Nederland. Haar onderzoek betrof oneindig dimensionale lineaire systemen in de wiskundige systeem- en regeltheorie.

## Opleiding en carrière
Curtain werd geboren in Melbourne. Ze was de oudste dochter van een huisschilder; deze wilde dat ze op 14-jarige leeftijd de school verliet. Haar moeder steunde haar in haar wens om de school af te maken. Nadat voor Ruth het pleit beslecht was mochten haar drie jongere zussen ook de middelbare school afmaken. Hoewel op school de keuze van meisjes voor wiskunde ontmoedigd werd, zette Ruth door. Ze slaagde, met het hoogste cijfer voor wiskunde van haar klas, en kon met een beurs gaan studeren. Ze studeerde wiskunde aan de Universiteit van Melbourne, behaalde in 1962 haar bachelordiploma, in 1963 een onderwijsbevoegdheid en in 1965 een masterdiploma. Ze verhuisde met een Fulbright beurs naar de Verenigde Staten en startte een promotieonderzoek aan de Brown University, gericht op toegepaste wiskunde, namelijk optimale besturingstheorie ofwel regeltechniek. Ze promoveerde in 1969 bij Peter Falb. Haar proefschrift heeft als titel Stochastic Differential Equations in a Hilbert Space. 
Na haar promotie kreeg ze eerst een aanstelling bij Purdue University, maar in 1971 verhuisde ze naar de University of Warwick in Engeland, waar ze een aanstelling had bij het nieuw opgerichte Control Theory Centre. Omdat Warwick weinig mogelijkheden voor ontwikkeling van haar carrière bood, begon Ruth na een paar jaar uit te kijken naar andere mogelijkheden. In 1977 kreeg ze een aanstelling aan de Rijksuniversiteit Groningen, waar ze bleef tot haar pensionering in 2006.  Rond 2003 was zij de eerste voorzitter van het Groningse Rosalind Franklin Fellowship-programma. Dit programma, genoemd naar Rosalind Franklin, helpt net gepromoveerde vrouwen op weg richting een hoogleraarsfunctie.
Haar onderzoek was gericht op systeem- en regeltheorie. Dit is een onderdeel van de toegepaste wiskunde. De ontwikkelde vergelijkingen vinden toepassingen in bijvoorbeeld het stabiel houden van een schip of het in de juiste baan houden van een satelliet.
In de zomer van 2017 werd longkanker in een vergevorderd stadium bij haar vastgesteld. Op 19 maart 2018 is zij overleden.

## Publicaties
Ruth Curtain was (co)auteur van 153 publicaties, waaronder veel artikelen en de drie volgende boeken: 
- Functional analysis in modern applied mathematic (met A.J. Pritchard, Academic Press, 1977)
- Infinite dimensional linear systems theory (met A.J. Pritchard, Springer, 1978)
- An introduction to infinite-dimensional linear systems theory (met Hans Zwart, Springer, 1995)

Ze publiceerde met 20 verschillende coauteurs.

## Prijzen en onderscheidingen
In 1991 werd Curtain verkozen tot Fellow van de IEE, verbonden aan de IEEE Control Systems Society, 'voor bijdragen aan de controle theorie van stochastische en oneindig dimensionale systemen'. 
In 2012 kende de Society for Industrial and Applied Mathematics aan Curtain de WT- en Idalia Reid-prijs toe voor uitmuntend onderzoek naar differentiaalvergelijkingen en regeltheorie. De onderscheiding prees Curtain voor haar "fundamentele bijdragen aan de theorie van oneindig dimensionale systemen en de controle van systemen die worden beheerst door partiële en vertraagde differentiaalvergelijking".
- Bibsys: 90178615
- CiNii: DA01542836
- DBLP: 71/5747
- Gemeinsame Normdatei: 141409916
- International Standard Name Identifier: 0000 0001 1566 8511
- Library of Congress Control Number: n85156508
- Mathematics Genealogy Project: 14419
- NARCIS: PRS1235291
- Nationale bibliotheek van Australië: 35032764
- Nationale Bibliotheek van Israël: 987007430342705171
- Nederlandse Thesaurus van Auteursnamen: 073198862
- Système universitaire de documentation: 067112420
- Trove: 805396
- Virtual International Authority File: 34989927
- WorldCat: E39PBJq6TJcKphWbT69K7tVXBP